# アカネヒメ物語
アカネヒメ物語（アカネヒメものがたり）は、日本の作家、村山早紀による日本の児童文学。挿し絵が大部分を占める絵本形式。絵は森友典子による。2017年に文庫化された。

## あらすじ
森山はるひは、ほかの人よりも霊感があり、神が見える女の子。ある日、引っ越し先の町「風早」の風早西公園で、神の見習いだという桜の木の神、アカネヒメに出会う。アカネヒメとともに、不思議な起こる事を解決していき、たくさんの人と出会う。

## 登場人物
森山はるひ
主人公。霊感が普通の人よりも強く、普通のひとには見えないものが見えてしまう女の子。最初は小学4年生だが、最終巻では小学6年生になっている。風早西公園で神のアカネヒメに出会い、友達になり、アカネヒメとともに様々な不思議なことに出会う。のちに作家となり、『アカネヒメ物語』を執筆する。
アカネヒメ
桜の木をよりしろにしている若い神。はるひと友達になる。500年も生きているが子供のような姿をしていて、200年たったら大人の神になるという。まだ神の見習いのため、人や獣の傷を癒す事しか出来ないらしい。最終話では、200年後の姿が描かれている。
りかちゃん
はるひの友達。
森山香子
はるひのママ。童話作家志望。名前の由来の香車の様に、元気でまっすぐな性格。
森山ヒロ
はるひの弟。幼稚園児。
トオノカゼヒコ
3巻に登場。アカネヒメの友達で、鎮守の森の神。今はない町「西風早」を空襲から護るために死んでしまった。だがパラレルワールドではるひの友達だったため、パソコンの中でアカネヒメと再会する。昔、アカネヒメが大人になって自由に空を飛べるようになったら一緒に飛ぶ約束をしていた。
森山はるひ
3巻に登場。パラレルワールドのなかの男の子。女の子のはるひとは、同姓同名で、顔もにている。西風早に住む。はるひとはパソコンで知り合う。トオノカゼヒコと友達。
鞠枝
3巻に登場。はるひのおばあちゃんのいとこ。西風早の空襲で亡くなった。パラレルワールドのはるひのおばあちゃん。
青空さん
2巻に登場する画家。画家を辞めてしまおうとおもっていたが、はるひとアカネヒメに出会う。はるひとアカネヒメで、クリスマスプレゼントにサンタクロースに変身させた。
夢子
4巻に登場する歌が上手な女の子。まるで小鳥の声のような歌声をしている。ミュージカル『女王ローズ』の主役になりたいらしく、はるひとアカネヒメに出会う。女王ローズのオーディションに合格した。
森山ソナ
5巻に登場。200年後の未来の女の子で、森山はるひの子孫。はるひに似ているらしく、アカネヒメにはるひだと勘違いされた。アカネヒメと風早西公園で出会い、友達になる。
はるひ
5巻に登場する未来の男の子。はるひが書いた『アカネヒメ物語』のファン。森山ソナとともにアカネヒメと出会い、アカネヒメと友達になる。

## シリーズ一覧
アカネヒメ物語　オルゴールのひみつ　（1巻）
(2001年4月　岩崎書店　童話のパレット6 ) ISBN 9784265067060
夜になるとユーレイが現れる、という噂を聞いたはるひとアカネヒメ。2人はそのユーレイの後を追いかけ、オルゴールが見つかる。
アカネヒメ物語　夢見る木馬（2巻）
(2001年12月　岩崎書店　童話のパレット7 ) ISBN 9784265067077
クリスマスの妖怪（サンタクロース）からプレゼントをもらいたがるアカネヒメは、はるひにサンタクロースはいないと言われてショックを受ける。
アカネヒメ物語　たそがれの約束（3巻）
(2002年6月　岩崎書店　童話のパレット8 ) ISBN 9784265067084
はるひは自分用のパソコンをもらうが、同姓同名の男の子からメールがくる。その頃アカネヒメは、ずっと前に死んでしまったお友達を思い出していた。
アカネヒメ物語　春色のミュージカル（4巻）
(2003年3月　岩崎書店　童話のパレット9 ) ISBN 9784265067091
友達と話していて自分の夢が見つかっていない事に気づくはるひは、小鳥のような歌声で歌う女の子にであう。　
アカネヒメ物語　永遠の子守唄（最終巻）
(2005年3月　岩崎書店　童話のパレット12 ) ISBN 9784265067121
小学校を卒業するはるひは、アカネヒメに今の思いを伝える。この町には謎の病気がはやっており、はるひもその病に感染していた。
アカネヒメ物語（文庫版) 
(2017年12月　徳間文庫) ISBN 9784198942915
全5巻を1冊に文庫化。挿画はpon-marsh。書き下ろし作品『人魚姫の夏』が収録。
人魚姫の夏　
新人賞に出すための童話に自信がもてないママ。はるひはママに勇気をだしてもらいたくて、子どもの願いを叶える、人魚のほこらへ向かう。

## 用語
パラレルワールド
はるひが生きている所とは反対の世界の事。はるひ（女）のいる世界では、はるひ（男）が住んでいる「西風早」が空襲でなくなりトオノカゼヒコが消滅したが、はるひ（男）のいる世界でははるひ（女）の住む「東風早」とアカネヒメが消滅している。
神
守り神。土地や国を護る者。